# Lapkiadó Részvénytársaság
A Lapkiadó Részvénytársaság, teljes nevén Lapkiadó és Nyomdai Műintézet Rt. 1918-ban Ferenczy Gyula bankigazgató elnökletével alapított grafikai vállalat. Székhelye Kolozsváron található.

## Tevékenysége
Kiadásában indult meg 1918. december 25-én a Keleti Újság (szerk. Szentmiklóssy József), majd 1920. szeptember 15-én a Napkelet c. irodalmi-művészeti folyóirat. Az Rt. nyomdájában számos lap készült, köztük a Grafika c. nyomdászati szaklap (1921), az 5 Órai Újság (1921–22), a Magyar Újság (1933–44), egy ideig a Vasárnap, az Erdélyi Irodalmi Szemle, a Korunk és az Erdélyi Munkás is.

## Nyomdai arculata
A Lapkiadó Rt. műszaki berendezkedése már az első években alkalmasnak bizonyult nagyszabású irodalmi-kiadói tevékenység kialakítására, s amikor 1924-ben az Erdélyi Szépmíves Céh (ESZC) megalakult, közte és a nyomdaigazgatóság között szoros együttműködés jött létre. A nyomda meghozatta az ESZC könyveinek kiszedéséhez a rajzos karakterű, modern Nova betűtípust; a céh könyveinek java részét ezzel szedték, csak később tértek át a klasszikus vágású szép Garamond-antikva típusra.